# Get Duked!
Pour plus de détails, voir Fiche technique et Distribution.
Get Duked! (Boyz in the Wood) est un film britannique, sorti en 2019.

## Synopsis
Trois élèves à problèmes (Dean, Duncan et DJ Beatroot) sont emmenés dans les Highlands écossais par l'enseignant M. Carlyle pour tenter d'obtenir le prix du duc d'Édimbourg, qui oblige les participants à naviguer dans les Highlands en équipe en s'appuyant uniquement sur une carte papier. Les trois sont rejoints par l'étudiant livresque Ian, qui souhaite recevoir le prix pour améliorer sa candidature à l'université. Carlyle part dans le minibus, demandant aux gars de le rencontrer dans un camping désigné. Les mecs partent à contrecœur, mais le moral monte lorsque Dean révèle qu'il a du hasch. À leur insu, un type regarde à travers une lunette de visée pendant que les gars se défoncent. Les mecs rencontrent un fermier labourant son champ. Après avoir obtenu ses instructions, DJ Beatroot donne au fermier son CD de mix. Quelque temps plus tard, les gars repèrent un monsieur en tenue de chasse de classe supérieure et lui demandent de l'aide, mais alors qu'il s'approche, ils voient qu'il porte un masque et il commence à leur tirer dessus. En fuyant, les mecs lapidés décident qu'il doit être le "duc d'Edimbourg". Les maladroits Dean et Duncan parviennent à improviser un piège qui met le feu de manière improbable à la jambe du "duc", le forçant à battre en retraite. Les gars atteignent le camping et trouvent Carlyle, qui a une brûlure à la jambe droite. Croyant qu'il est le duc et qu'il va les tuer, Duncan se faufile vers le minibus et renverse Carlyle. Les autres mecs paniquent, mais ils décident finalement de faire passer la mort apparente de Carlyle pour un accident en faisant descendre le minibus d'une falaise. Cependant, après avoir mis le corps de Carlyle dans le véhicule, celui-ci commence à redescendre sur une longue colline. Duncan dit qu'il tombera très probablement d'une falaise de toute façon et les gars continuent. Pendant ce temps, la police locale, le sergent Morag et PC Hamish, interrompent leur recherche d'un voleur de pain notoire après que Morag ait reçu un rapport erroné selon lequel Duncan est en liberté dans la région. Ils partirent pour le dernier endroit connu des mecs. Les gars rencontrent alors à nouveau le duc, qui est rejoint par sa femme tout aussi folle, la « duchesse ». Les mecs se rendent compte à leur grande consternation que M. Carlyle n'était pas le duc après tout. Alors qu'ils s'enfuient, Ian tombe dans un fossé et est séparé des autres. DJ Beatroot se dispute alors avec Dean et Duncan et part pour une grange au loin tandis que les deux autres se dirigent vers une grotte pour ingérer une charge de soupe en poudre. À l'intérieur de la grange, DJ Beatroot est choqué de trouver un grand groupe d'agriculteurs qui sont de grands fans - l'agriculteur qu'il a rencontré plus tôt a partagé son CD de mixtape. Il reste pour faire la fête avec eux et organise un concert impromptu. Ailleurs, le duc et la duchesse capturent Ian; Dean et Duncan, couverts de soupe en poudre, entendent ses cris et se précipitent pour l'aider. Tout comme il semble que tout soit perdu, DJ Beatroot et les fermiers apparaissent et chassent le duc et la duchesse après avoir volé leurs armes. Le lendemain matin, les gars décident de traquer le duc et la duchesse. Ils coincent finalement la paire sur un rivage. Les méchants, tenus à la pointe des armes, expliquent que les gens modernes doivent être abattus parce qu'ils sont trop bratty et ingrats. Dean rétorque que beaucoup de personnes ont détruit le monde et laissé leurs enfants nettoyer le gâchis. Soudain, des chasseurs masqués plus bien habillés rejoignent le duc et la duchesse, tenant les gars sous la menace d'une arme. Ils se préparent à exécuter les mecs, lorsque le minibus roule d'une falaise sur les chasseurs, les écrasant tous à mort. Les gars soulagés regardent à l'intérieur du minibus et sont ravis de voir que M. Carlyle est en fait encore en vie, même à peine. Après un traitement médical de fortune, Carlyle, gravement blessé, se lève et dit que les mecs ont de gros problèmes pour avoir tenté de le tuer. La police, Morag et Hamish, apparaissent. Alors que Carlyle essaie de parler à Morag des gars qui l'ont écrasé, Hamish découvre une énorme réserve de pain volé à l'arrière du minibus - il s'avère que Carlyle était le voleur de pain notoire. Les mecs le couvrent en disant à Morag que la camionnette appartenait aux chasseurs écrasés. En signe de gratitude, Carlyle accepte de remettre aux mecs le prix du duc d'Édimbourg et ils sont célébrés comme des héros.

## Fiche technique
- Titre original : Boyz in the Wood
- Titre français : Get Duked!
- Réalisation : Ninian Doff
- Scénario : Ninian Doff
- Pays d'origine : Royaume-Uni
- Genre : comédie horrifique
- Date de sortie : 2019

## Distribution
- Rian Gordon (en) (VF : Gauthier Battoue) : Dean Gibson
- Samuel Bottomley (en) (VF : Tom Trouffier) : Ian Harris
- Lewis Gribben (en) (VF : Donald Reignoux) : Duncan MacDonald
- Viraj Juneja (VF : Simon Koukissa-Barney) : William « DJ Beatroot » DeBeauvoir
- Eddie Izzard (VF : Gérard Darier) : le duc
- Georgie Glen (en) (VF : Sophie Chenko) : la duchesse
- Kate Dickie (VF : Marie Bouvier) : le sergent Morag
- Kevin Guthrie (VF : Marc Arnaud) : PC Hamish
- Jonathan Aris (VF : Gilduin Tissier) : M. Carlyle
- James Cosmo : le fermier
- Alice Lowe (VF : Jessie Lambotte) : la surveillante générale
- James Smillie : le deuxième duc
- Anne Downie (en) : la deuxième duchesse
- Paul Birchard (en) : le troisième duc
- Deirdre Davis (en) (VF : Colette Marie) : la troisième duchesse

 Source et légende : version française (VF) sur RS Doublage et carton de doublage français.